# Conjugal
Conjugal (Conjugal em português), é o sexto episódio da primeira temporada da série de televisão The Good Wife. Estreou em 3 de novembro de 2009 nos Estados Unidos e teve uma audiência de 12.74 milhões de pessoas.

## Sinopse
Alicia, junto com Will, tenta anular o julgamento de Clarence Wilcox, condenado a morte seis anos antes por tentar matar um policial, condenado devido a uma testemunha que reconheceu Clarence numa foto.
Tentando conseguir mais informações sobre o caso, Kalinda faz uma vista a Peter, já que Clarence fora condenado em seu mandato, mas ele não poderia ajudá-la, e o único meio seria uma vista conjugal entre ele e Alicia, que reluta de início, mas depois aceita. Esta visita dá a Alicia a informação de que um delegado que testemunhou mentiu em outra ocasião.
O caso é resolvido devido a testemunha principal ter admitido erro no reconhecimento por fotos, assim não deixando nenhuma evidência de que Clarence foi o assassino, e que na verdade fora um homem anteriormente preso por roubo, que morreu na prisão.